# Počaply (Králův Dvůr)
Počaply (deutsch Potschapl) ist ein Ortsteil der Stadt Králův Dvůr in Tschechien. Er liegt einen Kilometer südwestlich von Králův Dvůr und gehört zum Okres Beroun.

## Geographie

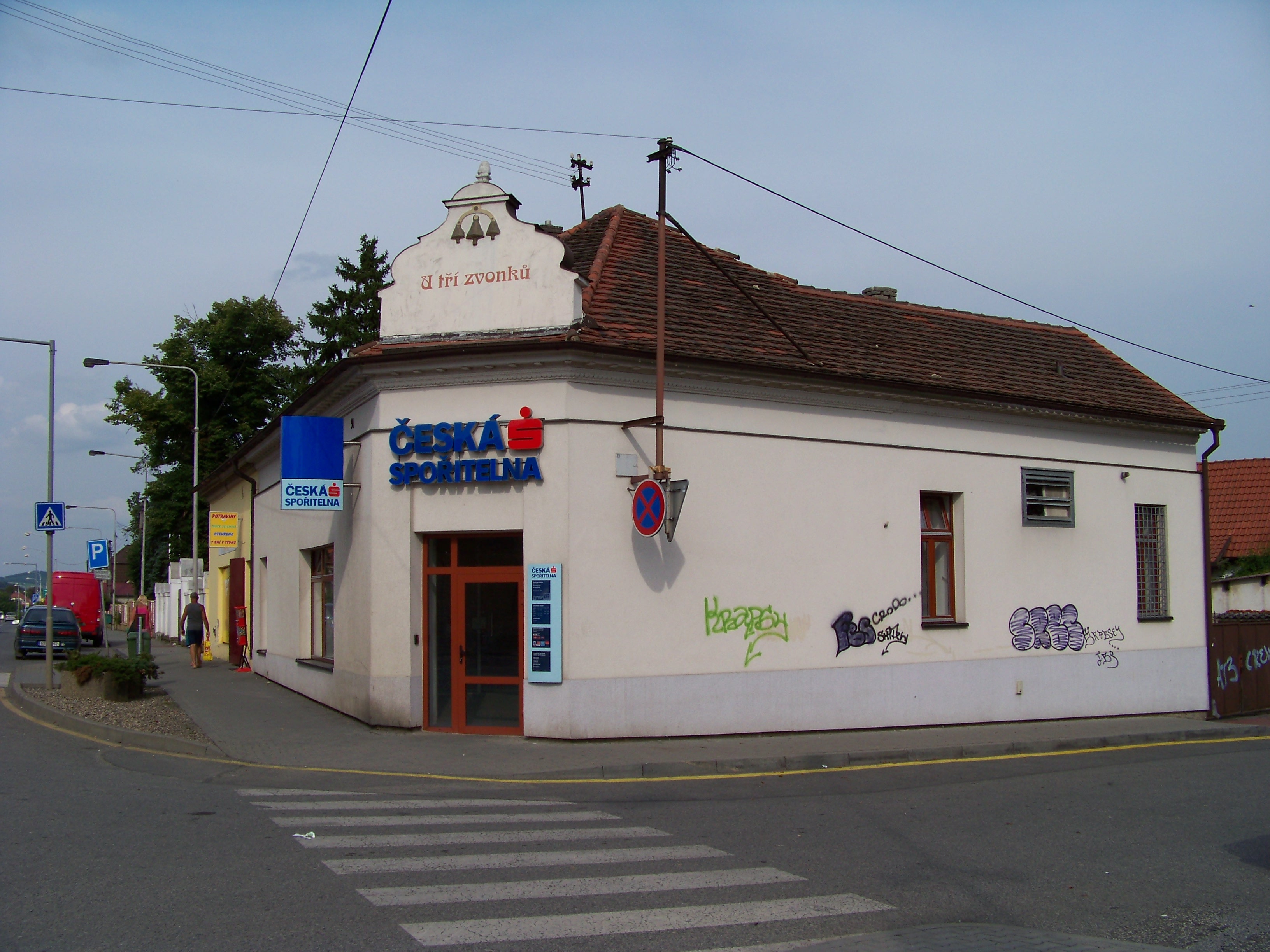
Haus U tří zvonků

Počaply befindet sich linksseitig der Litavka an der Einmündung des Baches Počapelský potok in der Křivoklátská vrchovina. Nördlich erheben sich der Lísek (483 m), der Děd (492 m) und der Háj (312 m), im Osten der Kosov (355 m) und der Velký Kosov (451 m), südlich die Koukolova hora (471 m) und der Levínský vrch bzw. Lucberk (Lutzberg, 326 m), im Südwesten der Hříbce (385 m) und der Tkalce (Kotzeberg, 505 m), westlich der Trubínský vrch (369 m) und die Dubová (455 m) sowie im Nordwesten die Na Kozlí Hoře (381 m). Gegen Westen erstreckt sich das Landschaftsschutzgebiet Křivoklátsko. Am östlichen Ortsrand verläuft die Autobahn D 5 zwischen Prag und Plzeň.
Nachbarorte sind Zahořany im Norden, Nad Stadionem, Králův Dvůr, Zavadilka, Hvížďalka und Jarov im Nordosten, Koledník im Osten, Karlova Huť im Südosten, Popovice und Levín im Süden, Černín im Südwesten, Trubín im Westen sowie Trubská und Lísek im Nordwesten.

## Geschichte
Die älteste Erwähnung eines königlichen Jagdhofes bei Počaply erfolgte im Jahre 1253 im Zusammenhang mit dem Tod König Wenzel I. Die Lokalisierung dieses Hofes ist in der Geschichtsschreibung umstritten; Palacký ging z. B. davon aus, dass dieser an der Stelle des Schlosses Králův Dvůr stand. Als gesicherte Ersterwähnung des Dorfes gilt daher das Jahr 1302. Počaply gehörte im 14. Jahrhundert zu den Besitzungen der Burg Zbiroh. Die erste urkundliche Erwähnung der Pfarrkirche erfolgte im Jahre 1361, 1389 wurde sie als Filialkirche bezeichnet. Im Jahre 1410 wurde der größte Teil von Počaply der Burggrafschaft Karlstein zugeschlagen, ein kleiner Anteil des Dorfes gehörte der Kapelle auf der Miesenburg. Im 16. Jahrhundert erwarben die Herren von Svárov das Dorf und schlossen es an ihr Gut Popovice an. Im Jahre 1544 wurde Jan Karel von Svárov (Karl von Swarow) in der Landtafel als Besitzer der Erbgüter Popovice und Koněprusy eingetragen. Ihm folgten seine einzige Tochter Katharina und deren Ehemann Zdeněk Otto von Loß. Dieser verkaufte die Güter Popovice und Koněprusy 1586 an Johann d. Ä. Popel von Lobkowicz auf Točník. Dessen Sohn Georg ließ die Herrschaft Točník 1590 teilen, dabei wurde Počaply nach Königshof untertänig. Im Jahre 1593 verlor er wegen einer Intrige gegen Kaiser Rudolf II. sämtliche Güter. 1594 wurden die Herrschaften Točník, Zbiroh und Königshof zu einer Kameralherrschaft vereinigt, deren Hauptmann seinen Sitz im Schloss Zbiroh hatte.
Im Jahre 1818 wurde ein neues Schulhaus errichtet. Die Verwaltung und die Erträge des Königshofer Anteils der Kameralherrschaft Zbirow wurden 1834 als k.k. Montan-Herrschaft bzw. Berg-Cameralherrschaft Königshof dem k.k. Montan-Aerar zugewiesen. Sie blieb dabei dem k.k. Oberamt Zbirow untergeordnet, erhielt jedoch einen Amtsverwalter.
Im Jahre 1846 bestand das im Berauner Kreis gelegene Dorf Počapl, auch Podschapl bzw. Podčaplj aus 30 Häusern mit 252 Einwohnern. Unter dem obrigkeitlichen Patronat standen die Pfarrkirche Mariä Himmelfahrt, die Pfarre und die Schule. Außerdem gab es im Ort ein Wirtshaus. Der neun Metzen zehn Maßl große Podčapler Teich war trockengelegt und als Garten genutzt. Počapl war Pfarrort für die Dörfer Königshof, Bittow, Karlshütten, Popowitz, Trubín, Trubská und Zahořan sowie Teilen von Lewin (18 Häuser) und Swata (14 Häuser). Bis zur Mitte des 19. Jahrhunderts blieb das Dorf der k.k. Montan-Herrschaft Königshof untertänig.

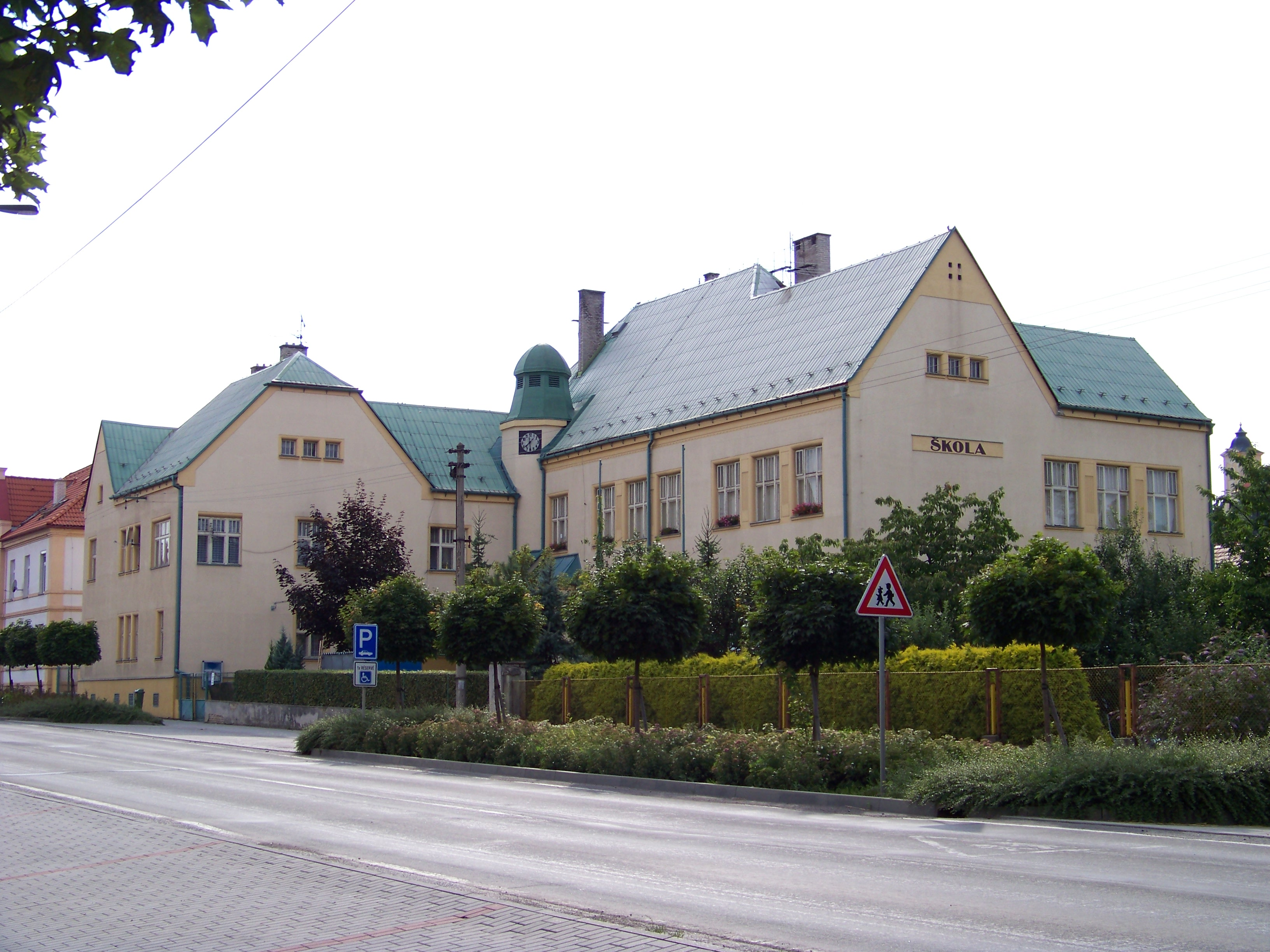
Ehemalige Deutsche Schule

Nach der Aufhebung der Patrimonialherrschaften bildete Počaply / Podschapl ab 1850 eine Gemeinde im Gerichtsbezirk Beroun. 1868 wurde das Dorf dem Bezirk Hořowitz zugeordnet. Seit dem Beginn des 20. Jahrhunderts wurden Podčáply und Počaply alternativ als amtliche Ortsnamen verwendet. Nach der Errichtung des neuen Walzwerkes Popowitz der Eisenhütte Karlshütten ließ die Böhmische Montan-Gesellschaft im Jahre 1905 in Podčáply für die deutschen Arbeiter des Hütten- und Walzwerkes eine aus 20 Häusern bestehende Wohnsiedlung und eigener Schule errichten. Zusammen mit einer weiteren Kolonie in Königshof entstand damit in Potschapl und Königshof die größte deutsche Sprachinsel in der Region Beraun mit mehreren hundert deutschsprachigen Bewohnern. Infolge des Bevölkerungszuwachses wurde 1915 ein neues mächtiges Grundschulgebäude errichtet. Seit 1924 lautet der amtliche Ortsname Počaply. 1936 wurde die Gemeinde dem Okres Beroun zugeordnet. Nach dem Ende des Zweiten Weltkrieges erlosch die deutsche Sprachinsel. Im Jahre 1950 wurde Počaply nach Králův Dvůr eingemeindet. Am 1. Jänner 1980 erfolgte die Eingemeindung nach Beroun als Ortsteil Beroun-Počaply. Am 24. November 1990 löste sich Počaply von Beroun los und wurde Teil der Minderstadt Králův Dvůr. Im Jahre 1991 hatte das Dorf 1016 Einwohner, beim Zensus von 2001 lebten in den 310 Wohnhäusern von Počaply 1156 Personen.

## Ortsgliederung
Der Ortsteil Počaplyr bildet zugleich einen Katastralbezirk.

## Sehenswürdigkeiten

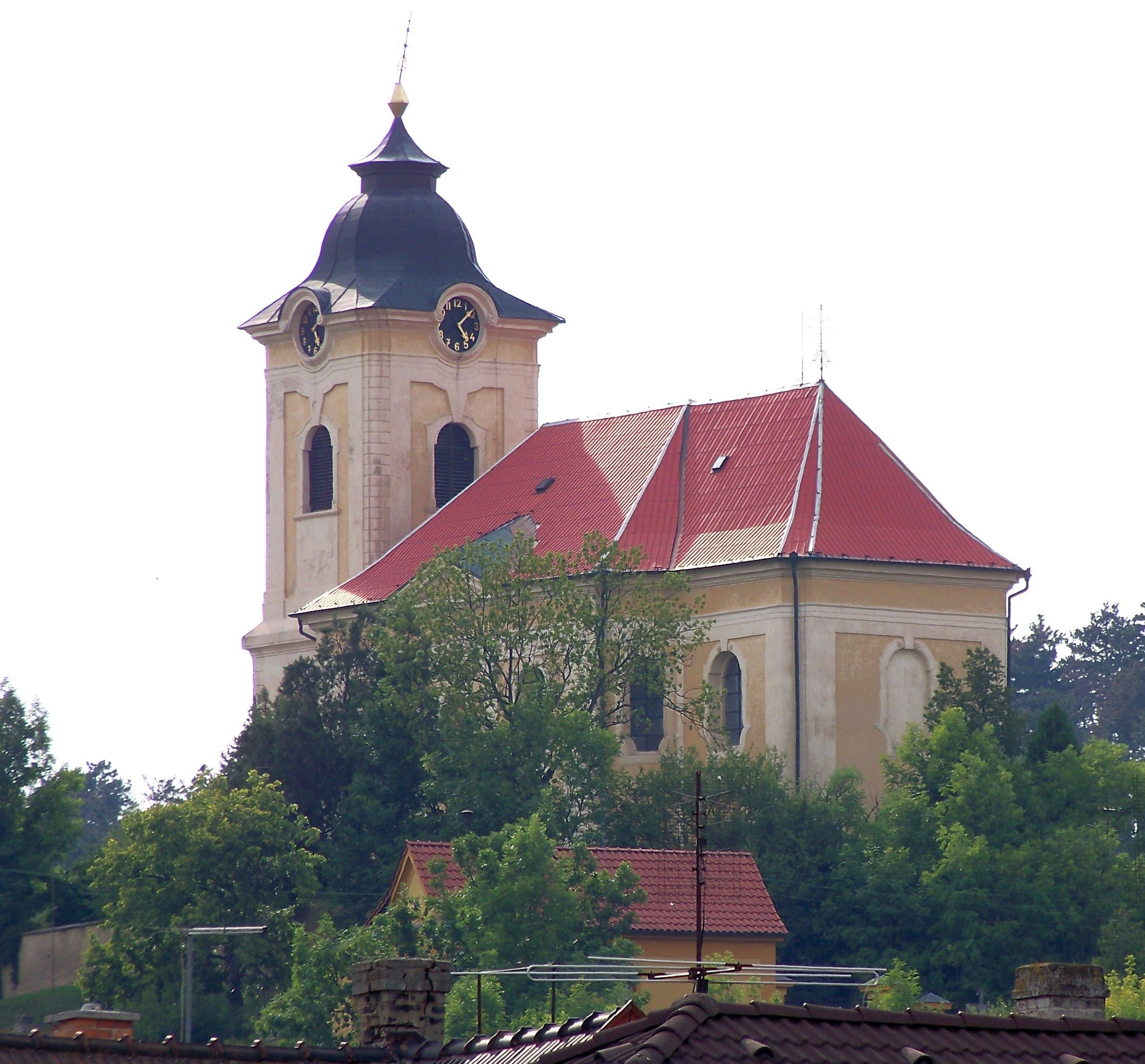
Kirche Mariä Himmelfahrt

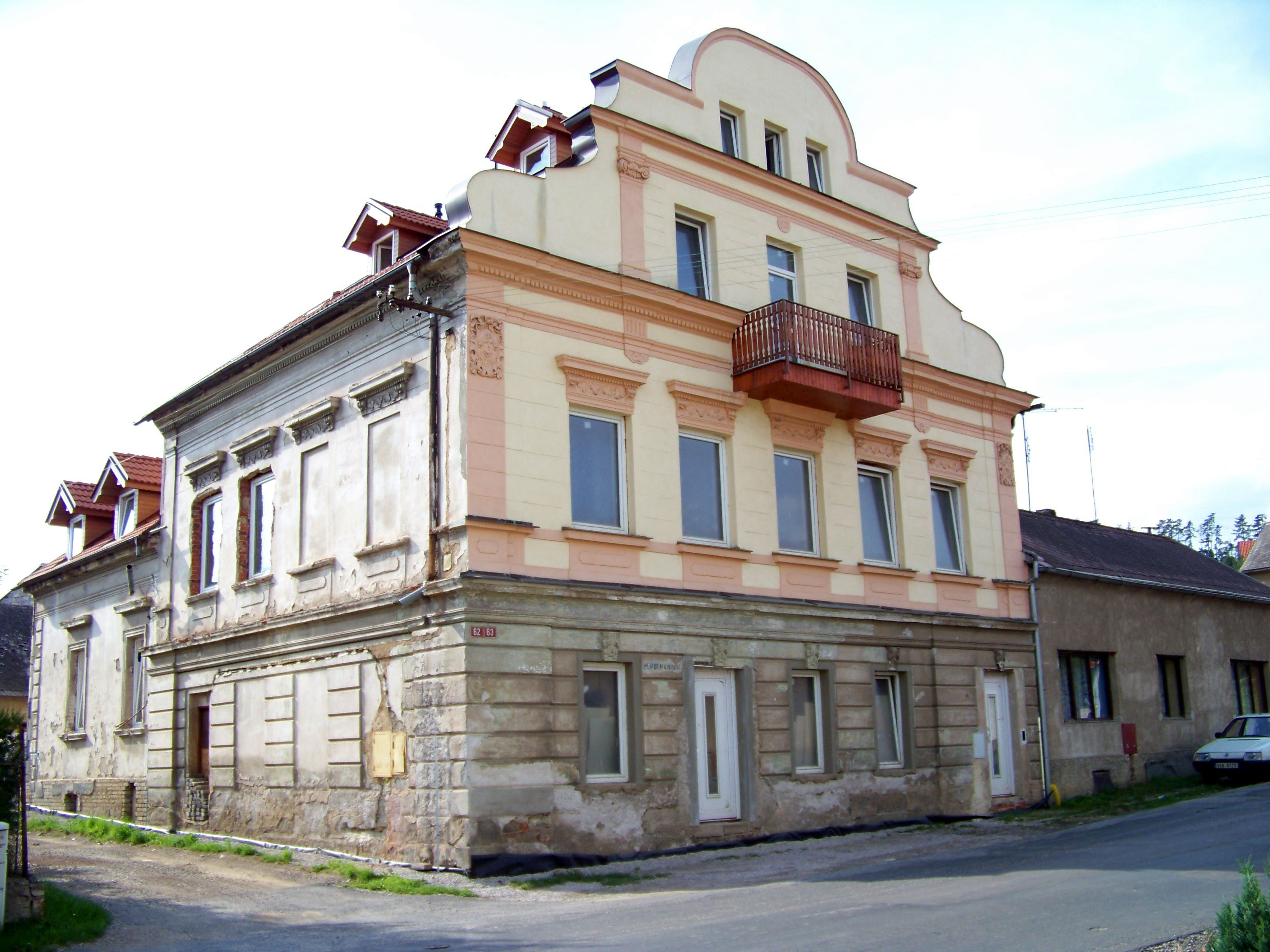
Haus Fügnerova 62

- Barocke Kirche Mariä Himmelfahrt, errichtet 1730–1733 anstelle eines hölzernen Vorgängerbaus. Die Pläne für den Bau werden Kilian Ignaz Dientzenhofer zugeschrieben.
- Gedenktafel für Jan Preisler an der alten Schule am Preislerově náměstí
- Arbeiterkolonie der Karlshütten an der Plzeňská, erbaut 1905
- Schule an der Plzeňská, sie wurde 1905 als deutsche Schule errichtet
- Schule an der Tyršova, heute 2. Grundschule, erbaut 1915
- Alte Schule am Preislerově náměstí, heute Spezialschule
- mehrere Giebelhäuser

## Persönlichkeiten
- König Wenzel I. (1205–1253), er zog sich während einer Jagd eine schwere Erkrankung zu, an der er auf seinem Hof bei Počaply verstarb. Sein Herz und seine Eingeweide wurden in der Kirche von Počaply beigesetzt, sein Körper unter dem Chor der St.-Franziskus-Kirche des Prager Agnesklosters.
- Jan Preisler (1872–1918), der Maler ging in Počaply zur Schule, sein Grab befindet sich auf dem örtlichen Friedhof